# William Guerra
William Marino Guerra (ur. 24 lutego 1968 w Detroit) – sanmaryński piłkarz występujący na pozycji obrońcy, reprezentant San Marino w latach 1990–1999, działacz piłkarski.

## Kariera klubowa
Guerra grał we włoskich klubach Tropical Ospedaletto, ASD Savignanese, Real Montecchio i AC Cattolica Calcio oraz w sanmaryńskich Calcio San Marino, SS Juvenes i SS Pennarossa.

## Kariera reprezentacyjna
W 1987 roku rozegrał w reprezentacji San Marino dwa nieoficjalne mecze w ramach igrzysk śródziemnomorskich. 14 listopada 1990 oficjalnie zadebiutował w drużynie narodowej w przegranym 0:4 meczu ze Szwajcarią w eliminacjach Mistrzostw Europy 1992. Był to pierwszy mecz rozegrany przez reprezentację San Marino w rozgrywkach pod egidą UEFA. W latach 1990–1991 i 1995–1999 pełnił funkcję kapitana drużyny. Łącznie w latach 1990–1999 Guerra rozegrał w zespole narodowym 38 oficjalnych spotkań, nie zdobył żadnej bramki.

## Działacz piłkarski
W 2019 roku wraz z Giampaolo Mazzą i Andym Selvą zaangażował się w odbudowę struktur San Marino Calcio. W styczniu 2022 roku wziął udział w wyborach na stanowisko prezydenta Federazione Sammarinese Giuoco Calcio, w których zajął 3. miejsce.

## Sukcesy
SS Pennarossa
- mistrzostwo San Marino: 2003/04
- Puchar San Marino: 2003/04
- Superpuchar San Marino: 2003